# 얀 스바메르담

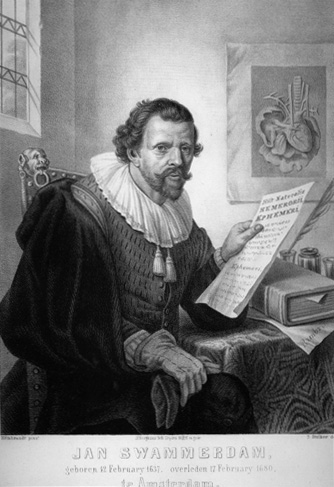

얀 스바메르담(네덜란드어: Jan Swammerdam, 1637년 2월 12일 ~ 1680년 2월 17일)은 네덜란드의 생물학자이자 해부학자이다.
암스테르담에서 약사의 아들로 태어났다. 레이던 대학교에서 의학을 배우고 프랑스에 유학하여 임파관을 발견하였다. 그의 연구는 특히 곤충에 뛰어난 것이 많으며 안토니 판 레이우엔훅보다 훨씬 뒤졌다. 만년은 몹시 곤궁하여 극도의 신경쇠약에 걸려 43세로 사망하였다. 그 유고는 1737년에 헤르만 부르하버가 집성하여 《자연의 성서(Bybel der natuure)》라는 제명으로 출판하였다.